# Malans (Doubs)
Malans ist eine französische Gemeinde mit 151 Einwohnern (Stand: 1. Januar 2022) im Département Doubs in der Region Bourgogne-Franche-Comté.

## Geographie
Malans liegt auf 435 m über dem Meeresspiegel, etwa elf Kilometer südwestlich von Ornans und 21 Kilometer südlich der Stadt Besançon (Luftlinie). Das Dorf erstreckt sich im Jura, südlich der Loue in einem Talkessel, in dem zwei Quellbäche des Ruisseau de Malans zusammenfließen, am Nordfuß des Crimont.
Die Fläche des 10,49 km² großen Gemeindegebiets umfasst einen Abschnitt des französischen Juras. Der zentrale Teil des Gebietes wird vom Talkessel von Malans eingenommen, der eine Breite von rund einem Kilometer aufweist. Von Süden münden zwei Erosionstäler (Val d’Anchet und Val du Bief Tard) in diesen Kessel, die voneinander durch den schmalen Vorsprung des Bois de Crimont getrennt sind. Entwässert wird das Tal durch den Ruisseau de Malans nach Norden zur Loue. Auf beiden Seiten des Tales steigen die Hänge steil an und werden an der Oberkante verschiedenenorts von markanten, teils überhängenden Kalkfelswänden und Vorsprüngen gekrönt. Diese leiten zum Hochplateau von Amancey über. Im Osten verläuft die Gemeindegrenze direkt an der Oberkante des Erosionstals, im Westen reicht das Areal auf das teils mit Wiesland, teils mit Wald bestandene Hochplateau. Mit 595 m wird am Rand dieses Plateaus die höchste Erhebung von Malans erreicht.
Nachbargemeinden von Malans sind Amondans im Norden, Fertans  und Amancey im Osten sowie Éternoz-Vallée-du-Lison und Lizine im Westen.

## Geschichte
Malans wird im 12. Jahrhundert erstmals urkundlich erwähnt. Es gehörte seit dem Mittelalter zur Herrschaft Montmahoux, die unter der Oberhoheit der Herren von Chalon stand. Zusammen mit der Franche-Comté gelangte das Dorf mit dem Frieden von Nimwegen 1678 an Frankreich. Um 1834 gründeten Trappisten das Kloster Val Sainte-Marie, verließen es jedoch bereits nach wenigen Jahren wieder. 1972 wurde Malans mit Amondans, Cléron und Fertans zur Großgemeinde Amancey fusioniert, erhielt jedoch bereits 1980 seine Selbständigkeit wieder zurück. Heute ist Malans Mitglied des Gemeindeverbandes Loue-Lison.

## Sehenswürdigkeiten

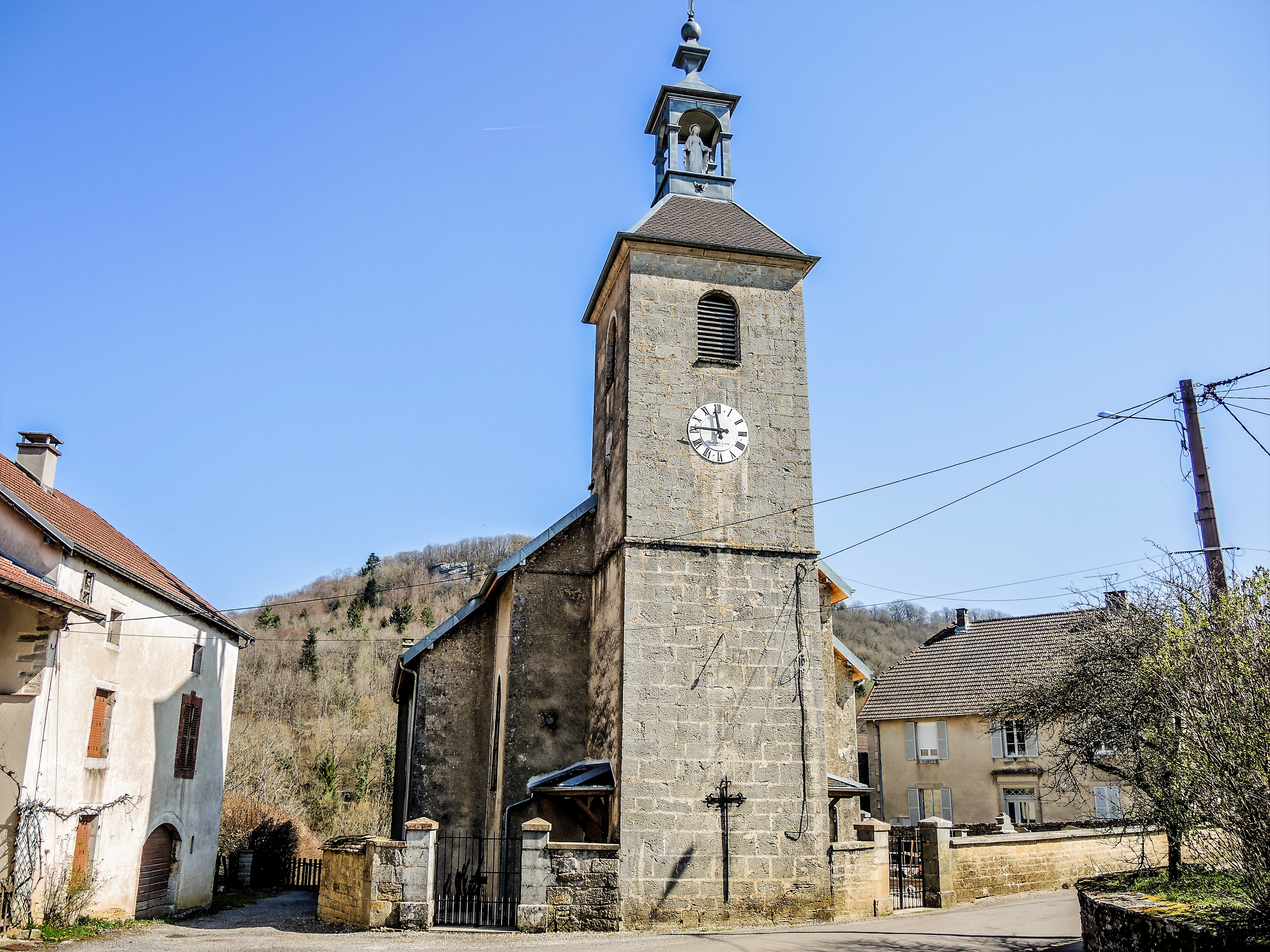
Kirche Saint-Étienne

Die Dorfkirche Saint-Étiennen Malans wurde 1643 an der Stelle eines mittelalterlichen Gotteshauses neu erbaut. Im Val Sainte-Marie ist nur noch das Gästehaus des Trappistenklosters erhalten, das heute als Ferienkolonie dient. Gegenüber liegt ein typischer Bauernhof aus der Franche-Comté, welcher heute nicht mehr vollständig bewirtschaftet ist.
Das Gästehaus der ehemaligen Klosteranlage liegt an der Straße D 103 zwischen Malans und Lizine.

## Bevölkerung
| Jahr                       | 1962 | 1968 | 1975 | 1982 | 1990 | 1999 | 2006 | 2016 |
| Einwohner                  | 172  | 139  | 107  | 108  | 130  | 145  | 150  | 180  |
| Quellen: Cassini und INSEE |      |      |      |      |      |      |      |      |

Mit 151 Einwohnern (1. Januar 2022) gehört Malans zu den kleinen Gemeinden des Départements Doubs. Nachdem die Einwohnerzahl in der ersten Hälfte des 20. Jahrhunderts markant abgenommen hatte (1891 wurden noch 315 Personen gezählt), wurde seit Beginn der 1980er Jahre wieder ein leichtes Bevölkerungswachstum verzeichnet.

## Wirtschaft und Infrastruktur
Malans war bis weit ins 20. Jahrhundert hinein ein vorwiegend durch die Landwirtschaft (Ackerbau, Obstbau und Viehzucht) und die Forstwirtschaft geprägtes Dorf. Daneben gibt es heute einige Betriebe des lokalen Kleingewerbes. Mittlerweile hat sich das Dorf auch zu einer Wohngemeinde gewandelt. Viele Erwerbstätige sind Wegpendler, die in den größeren Ortschaften der Umgebung ihrer Arbeit nachgehen.
Die Ortschaft liegt abseits der größeren Durchgangsstraßen, ist jedoch von der Departementsstraße D103, die von Cléron nach Quingey führt, leicht erreichbar. Weitere Straßenverbindungen bestehen mit Amancey und Éternoz.